# Lorton (Kumbria)
Lorton – civil parish w Anglii, w Kumbrii, w dystrykcie (unitary authority) Cumberland. Leży 40 km na południowy zachód od miasta Carlisle i 404 km na północny zachód od Londynu. W 2011 roku civil parish liczyła 256 mieszkańców.